# Biathlon-Junioreneuropameisterschaften 2024
Die Offenen Biathlon-Junioreneuropameisterschaften 2024 wurden vom 5. bis 11. Februar 2024 erstmals im polnischen Jakuszyce ausgetragen. Sie fanden wie in den Vorjahren getrennt von den Europameisterschaften statt.
Erstmals wurde anstatt eines Verfolgungswettkampfes ein Massenstart mit 60 Startern ausgetragen. Die Staffelwettkämpfe mussten aufgrund schlechten Wetters abgesagt werden.
Die Meisterschaften fanden ohne Beteiligung von Athleten aus Deutschland, Frankreich, Norwegen und Schweden statt.

## Zeitplan
| Datum             | Männer    | Männer                                 | Frauen                                 | Frauen                                 |
| ----------------- | --------- | -------------------------------------- | -------------------------------------- | -------------------------------------- |
| 7. Februar (Mi.)  | 10:30 Uhr | Einzel (15 km) 1                       | 14:00 Uhr                              | Einzel (12,5 km) 1                     |
| 8. Februar (Do.)  | 10:30 Uhr | Mixedstaffel (4 × 6 km) 2              | Mixedstaffel (4 × 6 km) 2              | Mixedstaffel (4 × 6 km) 2              |
| 8. Februar (Do.)  | 14:00 Uhr | Single-Mixed-Staffel (6 km + 7,5 km) 2 | Single-Mixed-Staffel (6 km + 7,5 km) 2 | Single-Mixed-Staffel (6 km + 7,5 km) 2 |
| 8. Februar (Do.)  | 14:00 Uhr | Einzel (15 km)                         | 10:30 Uhr                              | Einzel (12,5 km)                       |
| 10. Februar (Sa.) | 14:00 Uhr | Sprint (10 km)                         | 10:30 Uhr                              | Sprint (7,5 km)                        |
| 11. Februar (So.) | 12:00 Uhr | Massenstart (12 km)                    | 10:10 Uhr                              | Massenstart (9 km)                     |

## Medaillenspiegel
Endstand nach 6 Wettbewerben
| Platz | Land       |   |   |   |   |
| ----- | ---------- | - | - | - | - |
| 01    | Österreich | 3 | 1 | 2 | 6 |
| 02    | Finnland   | 1 | 2 | 0 | 3 |
| 03    | Kroatien   | 1 | 0 | 0 | 1 |
| 03    | Mongolei   | 1 | 0 | 0 | 1 |
| 05    | Tschechien | 0 | 1 | 1 | 2 |
| 06    | Polen      | 0 | 1 | 0 | 1 |
| 06    | Ukraine    | 0 | 1 | 0 | 1 |
| 08    | Estland    | 0 | 0 | 2 | 2 |
| 09    | Slowakei   | 0 | 0 | 1 | 1 |